# Gobernación de Kalisz
La gobernación de Kalisz (en polaco: gubernia kaliska, en ruso: Калишская губерния) fue una unidad administrativa (una gubernia) del Zarato de Polonia.

## Historia
Fue creada en 1837 a partir del voivodato de Kalisz, y tuvo las mismas fronteras y capital (Kalisz) del voivodato.
La reforma de 1844 la fusionó con la gobernación de Varsovia, hasta la reforma de 1867 la cual revirtió aquellos cambios y recreó la gobernación de Kalisz.

## Lengua
Por el censo imperial de 1897. En negrita están marcadas las lenguas habladas por más personas que la lengua estatal.
| Lengua                                     | Número  | Porcentaje (%) | Hombres | Mujeres |
| ------------------------------------------ | ------- | -------------- | ------- | ------- |
| Polaco                                     | 705 400 | 83.91          | 345 348 | 360 052 |
| Yidis                                      | 64 193  | 7.63           | 30 941  | 33 252  |
| Alemán                                     | 61 482  | 7.31           | 30 289  | 31 193  |
| Ruso                                       | 7 451   | 0.88           | 5 985   | 1 466   |
| Ucraniano                                  | 1 429   | 0.16           | 1 391   | 38      |
| Otros                                      | 618     | >0.1           | 521     | 97      |
| Personas que no nombraron su lengua nativa | 22      | >0.01          | 11      | 11      |
| Total                                      | 840 597 | 100            | 414 488 | 426 109 |